# Valurile Dunării (EP)
Valurile Dunării este denumirea convențională a discului EP de debut al cântăreței române de muzică ușoară Corina Chiriac. Pe copertă este trecut doar numele interpretei, astfel încât materialul poate fi identificat doar după numărul de catalog al casei de discuri (Electrecord EDC 10.240).
Titlul discului îl împrumută pe cel al primei piste – o preluare într-un ton ușor jazzistic (de vals jazz) după șlagărul lui Ivan (Iosif) Ivanovici, cu versuri adaptate de textierul Dan Turconi după cele ale poetului Carol Scrob. „Inimă, nu fi de piatră”, de asemenea un vals, alternează între sonorități de muzică populară (cu un text imitând versul folcloric) și pop franțuzesc.

## Lista pieselor
1. Valurile Dunării (I. Ivanovici/Aurel Felea)
2. De la inimă la inimă (H. Sobe Seceleanu)
3. Inimă, nu fi de piatră (Edmond Deda/Harry Negrin)

## Personal
- Corina Chiriac – voce
- Orchestra de estrada a Radioteleviziunii Române, condusă de Sile Dinicu